# علم الأورام البيطري

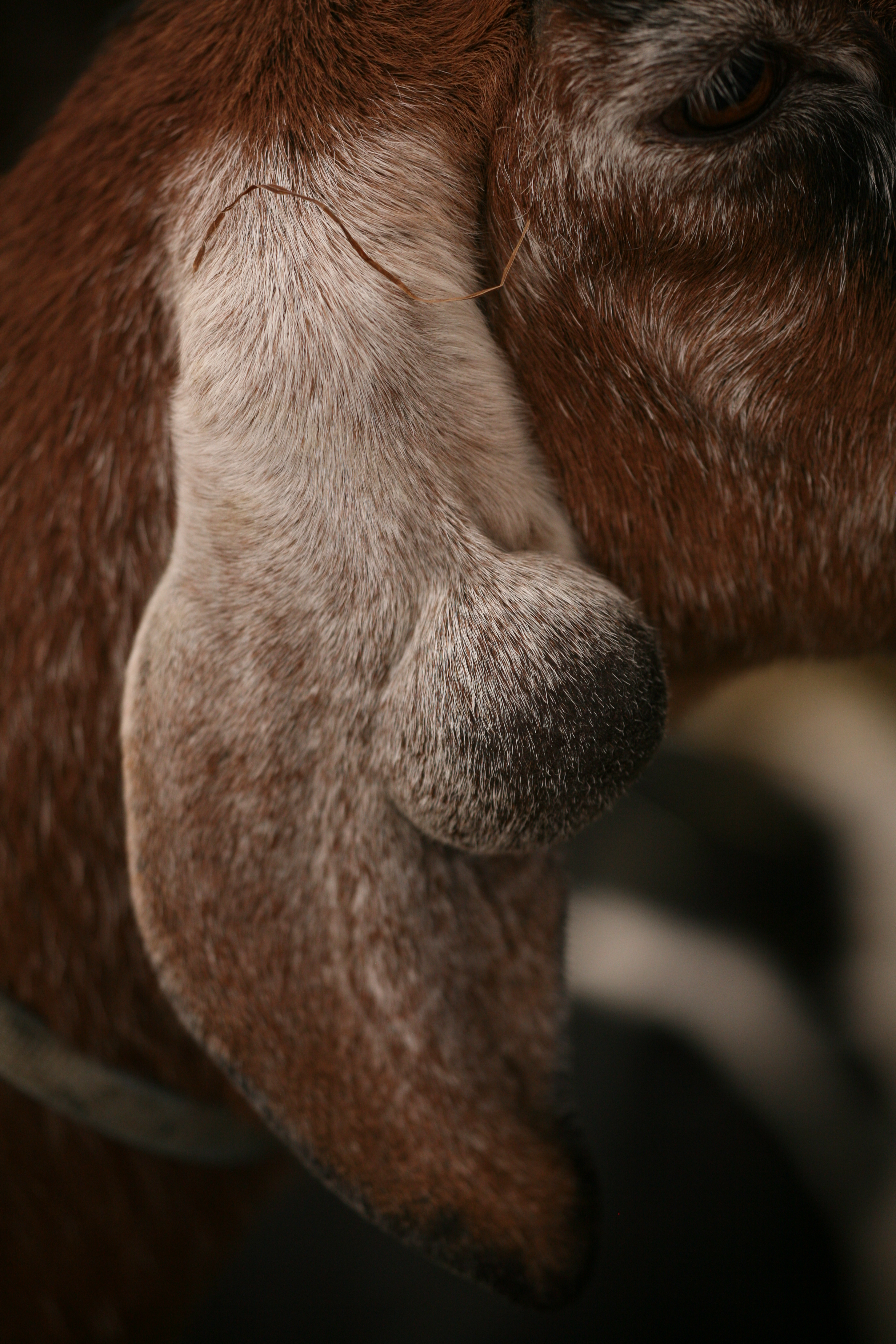
سرطان في أدن معزة

علم الأورام البيطري أو طب الأورام البيطري (بالإنجليزية: Veterinary oncology)‏ هو تخصص فرعي من الطب البيطري يتعامل مع تشخيص السرطان وعلاجه في الحيوانات، يعتبر السرطان هو السبب الرئيسي للوفاة في الحيوانات الأليفة. ففي إحدى الدراسات 45 ٪ من الكلاب التي بلغت 10 سنوات من العمر أو أكثر توفوا بالسرطان.
أورام الجلد هي أكثر أنواع الأورام المشخصة في الحيوانات الأليفة لسببين:
1. التعرض المستمر لجلد الحيوانات إلى الشمس والبيئة الخارجية.
2. أورام الجلد من السهل رؤيتها لأنها تقع على السطح الخارجي للحيوان.

عام 2016 في جامعة ولاية لويزيانا، حرق إشعاعي مرئي على وجه النمر مايك بعد تشخيص سرطان الخلايا المغزلية وإخضاعه للعلاج الإشعاعي.